# Терентьева, Нина Николаевна
Нина Николаевна Тере́нтьева (род. 9 января 1946, Куса, Челябинская область, РСФСР, СССР) — советская и российская оперная певица (меццо-сопрано). Солистка Большого театра в 1977—2012 гг. Народная артистка РФ (1995).

## Биография
Родилась в 9 января 1946 году в городе Куса Челябинской области.
Выпускница Магнитогорского музыкального училища (класс М. Г. Павловой). В 1973 окончила Ленинградскую государственную консерваторию имени Н. А. Римского-Корсакова (класс О. Ф. Мшанской). Будучи студенткой третьего курса дебютировала в партии Ольги в опере «Евгений Онегин» на сцене Ленинградского Государственного театра оперы и балета имени С. М. Кирова.
С 1970 по 1977 — солистка ЛГАТОБ имени С. М. Кирова.
В 1977 году была приглашена в труппу Большого театра, где проработала до 2012 года.
С 2009 года — доцент кафедры сольного академического пения Российской академии музыки имени Гнесиных.
Много и успешно гастролирует за рубежом. Участвовала в спектаклях знаменитых театрах Европы и мира: Ла Скала и Метрополитен-опера, Венской оперы и Арена ди Верона, Немецкой национальной оперы и Баварской Государственной оперы, театров «Лисео» и Колон. В 1998 году по приглашению режиссёра Франко Дзеффирелли принимала участие в торжественном открытии театра в Токио, где исполнила партию Амнерис в опере «Аида». В 1999 году открывала в партии Амнерис открывала сезон Метрополитен-Опера. Репертуар певицы включает большое количество оперных партий, партии в Реквиеме Дж. Верди, ораториях и кантатах С. С. Прокофьева и Л. В. Бетховена.
Сотрудничала с такими известными дирижёрами, как Джеймс Ливайн, Риккардо Мути, Юрий Темирканов, Валерий Гергиев. Её партнёрами по сцене были Маргарет Прайс, Наталья Троицкая, Гена Димитрова, Мария Гулегина, Хосе Кура, Пласидо Доминго, Владимир Атлантов, Николай Гяуров, Евгений Нестеренко, Юрий Григорьев, Александр Ведерников, Аскар Абдразаков и Владимир Чернов.

## Репертуар
- «Евгений Онегин» П. И Чайковский — Ольга
- «Аида» Дж. Верди — Амнерис
- «Трубадур» Дж. Верди — Азучена
- «Дон Карлос» Дж. Верди — Эболи
- «Бал-маскарад» Дж. Верди — Ульрика
- «Царская невеста» Н. А. Римский-Корсаков — Дуняша, Любаша
- «Снегурочка» Н. А. Римский-Корсаков — Весна-красна
- «Кармен» Ж. Бизе — Кармен
- «Сельская честь» П. Масканьи — Сантуцца
- «Риголетто» Дж. Верди — Маддалена
- «Джоконда» А. Понкиелли — Лаура
- «Адриенна Лекуврёр» Ф. Чилеа — Принцесса Буйонская
- «Самсон и Далила» К. Сен-Санс — Далила
- «Хованщина» М. П. Мусоргский — Марфа
- «Борис Годунов» М. П. Мусоргский — Марина Мнишек
- «Война и мир» С. С. Прокофьев — Соня, Элен Безухова
- «Пиковая дама» П. И. Чайковский — Полина, Графиня
- «Замок герцога Синяя Борода» Б. Барток — Юдит
- «Садко» Н. А. Римский-Корсаков — Любава
- «Вертер» Ж. Массне — Шарлотта
- «Золота Рейна» Р. Вагнер — Фрикка
- «Юлий Цезарь» Г. Гендель — Корнелия
- «Катерина Измайлова» Д. Д. Шостакович — Сонетка

## Награды
- II премия на Международном конкурса вокалистов в Хертогенбосе (Нидерланды) (1975)
- Заслуженная артистка РСФСР (1985)
- Народная артистка Российской Федерации (27 января 1995) — за большие заслуги в области искусства
- Орден Почёта (2001)